# Цера
Цера (на македонска литературна норма: Цера) е село в Северна Македония, в община Каменица (Македонска Каменица).

## География
Селото е разположено в областта Осоговия, на десетина километра от град Каменица. Селото е разделено на две махали - Горна и Долна Цера.

## История
В края на XIX век Цера е голямо българско село в Малешевска каза на Османската империя. Според статистиката на Васил Кънчов („Македония. Етнография и статистика“) от 1900 година Цера е населявано от 910 жители българи християни.
Цялото християнско население на селото е под върховенството на Българската екзархия. По данни на секретаря на екзархията Димитър Мишев („La Macédoine et sa Population Chrétienne“) в 1905 година в Цера има 880 българи екзархисти. Училището в селото е от 1910 година.
При избухването на Балканската война в 1912 година 9 души от селото са доброволци в Македоно-одринското опълчение.
По време на Междусъюзническата война край селото се води сражение между български и сръбски войски.
Според преброяването от 2002 година селото има 379 жители, всички македонци.

## Личности
Родени в Цера
- Васил (Васе) Велинов Златев (1875 - след 1943), български революционер
- Димитър (Мите) Велинов Златев - Церски (1878/1879 или 1891 - 1924), български революционер, кочански войвода на ВМРО
- Миленко Кокорски (1884 – 1924), деец на ВМРО, загинал в сражение със сръбска потеря на 12 януари 1924 година[6]
- Миленко Стоименов, български революционер, деец на ВМОРО, четник на Яне Велинов[7] и на Христо Хаджиандонов в 1915 година[8]
- Яне Велинов, български революционер

Починали в Цера
- Атанас Стефанов Киликчиев (1876 – 1913), български военен деец, поручик, загинал през Междусъюзническа война[9]
- Гено Гърдев Генов (? – 1913), български военен деец, майор, загинал през Междусъюзническа война[10]
- Георги Георгиев Икономов (? – 1913), български военен деец, поручик, загинал през Междусъюзническа война[11]